# Myriad Genetics
Myriad Genetics, Inc. este o companie americană de testare genetică și medicină personalizată cu sediul în Salt Lake City, Utah, Statele Unite. Myriad utilizează mai multe tehnologii proprietare care permit medicilor și pacienților să înțeleagă baza genetică a bolii umane și rolul pe care îl joacă genele în debutul, progresia și tratamentul bolii. Aceste informații sunt utilizate pentru a ghida dezvoltarea de noi produse care evaluează riscul unei persoane de a dezvolta boală mai târziu în viață (medicină predictivă), identifică probabilitatea ca un pacient să răspundă la o anumită terapie medicamentoasă (medicină personalizată), evaluează riscul de progresie a bolii și recidivă (medicină personalizată) și măsoară activitatea bolii.

## Istorie
Căutarea globală a bazei genetice a cancerului de sân a început în aprilie 1978  când Dr. Mark Skolnick și-a început cercetările privind boala familială și legăturile la Universitatea din Utah. Numeroase alte grupuri au lucrat și ele pentru a localiza gena BRCA, inclusiv Mary-Claire King, Ph.D., de la University of California, Berkeley, unde a anunțat localizarea prin analiza legăturilor a unei gene asociate cu un risc crescut de cancer la sân (BRCA1) pe brațul lung al cromozomului 17.
Pentru a localiza gena reală, Dr. Skolnick și colegii săi au inventat o tehnică revoluționară de cartografiere genetică cunoscută sub numele de polimorfismul fragmentelor de restricție (RFLP). Gilbert s-a alăturat lui Kimberlin în 1991, iar ei s-au asociat cu Skolnick pentru a forma Myriad Genetics.
În august 1994, Mark Skolnick și cercetătorii de la Myriad, împreună cu colegii de la University of Utah, Institutul Național al Sănătății din SUA (NIH) și Universitatea McGill, au brevetat și secvențiat BRCA1.
Apoi, firma a înființat primul laborator clinic pentru testarea genomică comercială. Capacitățile sale au salvat numeroase vieți informând milioane de femei despre riscul lor de BRCA1/2. Myriad a creat primul test pentru măsurarea biologiei moleculare și agresivității cancerului de prostată la bărbați, a dezvoltat o metodă de evaluare a riscului ereditar de cancer la sân pentru orice femeie care nu a fost diagnosticată anterior cu cancer la sân, indiferent de origine, aspect important în abordarea disparităților rasiale și etnice, și a comercializat un test psihotropic care acoperă 61 de medicamente prescrise în mod obișnuit pentru depresie, anxietate, tulburarea hiperactivă cu deficit de atenție (ADHD). De asemenea, pionierat în domeniul medicinei specifice ADN-ului, Myriad a primit prima aprobare din partea FDA pentru un test diagnostic dezvoltat în laborator pentru utilizarea în prezicerea răspunsurilor la un medicament de reparare a ADN-ului.

### Achiziții și filiale
În august 2016, Myriad a anunțat că va achiziționa Assurex Health pentru până la 410 de milioane de dolari, extinzând testarea genetică a companiei pentru selecția medicamentelor psihiatrice.
În iulie 2018, Myriad a finalizat achiziționarea firmei de testare genetică reproductivă Counsyl pentru 375 de milioane de dolari, extinzând capacitățile companiei în testarea purtătorilor și prenatală.
Alte filiale ale Myriad Genetics includ Myriad International și Myriad Autoimmune (cunoscută și sub numele de Crescendo Bioscience).

### Fondatori
Fondatorii Myriad sunt Peter Meldrum (fost președinte și CEO al Agridyne și fost CEO și președinte al Myriad Genetics, Inc.), Kevin Kimberlin (președinte al Spencer Trask & Co.), Dr. Walter Gilbert (fondator al Biogen) și Mark Skolnick (profesor asociat în Departamentul de Informatică Medicală la University of Utah).

## Produse
Printre testele prognostice dezvoltate și comercializate de Myriad se numără "Prolaris", care utilizează profilul de expresie genetică pentru a oferi un risc specific cancerului de prostată pe o perioadă de 10 ani. Un alt test prognostic, comercializat sub numele de "myRisk Hereditary Cancer", evaluează markerii genetici corelați cu un risc crescut de dezvoltare a opt tipuri de cancer ereditar.